# A Onda da Vida
A Onda Vida: Uma História de Amor e Surf, ou simplesmente A Onda da Vida, é um filme de aventura e romance brasileiro de 2014, dirigido por José Augusto Muleta e Raphael Gasparini com roteiro de José Augusto Muleta e produzido por Rik Nogueira.
O filme foi gravado em 30 dias na Vila de Regência, litoral de Linhares, norte do Espírito Santo, com uma equipe de aproximadamente cinquenta pessoas. Foram cinco anos entre criação do roteiro, filmagens, captação de recursos e lançamento realizado com um custo de apenas 65 mil reais. O filme conta com a colaboração dos moradores da vila como atores coadjuvante e figurantes. A atriz local Thalena Pereira faz par romântico com um dos protagonistas. Durante o desenrolar da história, pode-se perceber várias peculiaridades da cultura capixaba, como o congo, a "Festa do Caboclo Bernardo", a moqueca capixaba e suas gírias.
O filme foi lançado oficialmente em 3 de julho de 2014 em salas de cinema do Espírito Santo e depois exibido também no Rio de Janeiro, São Paulo e em algumas cidades do Nordeste.
O filme foi exibido nos canais da Rede Telecine de televisão por assinatura.
O filme foi pré-listado para concorrer ao Grande Prêmio do Cinema Brasileiro 2015 da Academia Brasileira de Cinema na categoria "Melhor Longa-metragem de ficção".

## Enredo
Três amigos surfistas, Joel, Tiago e Caio, saem de carro do Rio de Janeiro com destino à Itacaré, Bahia em busca da onda perfeita e novos sonhos. No caminho, o carro quebra e eles têm que interromper a viagem. Param na Vila de Regência, Linhares, um paraíso desconhecido com ondas perfeitas para a prática do surfe. Na comunidade simples, os três amigos entendem o valor da amizade e aprendem com a solidariedade dos moradores, enquanto Tiago se apaixona por Thalena, filha de um pescador que não aceita o namoro.

## Elenco
- Caio Vaz como Caio
- Guilherme Tripa como Joel
- Omar Docena como Tiago
- Thalena Pereira como Thalena
- Marcelo Carroça como Vinicius (Virgulino)
- Júlio Cadeado como Cadeado
- Lázaro como Lázaro
- Mestre Militão como Seu Raimundo, pai de Thalena
- Seu Miúdo como Seu Miúdo
- Raquel Villar como a moça de Itacaré

## Livro
O livro homônimo de autoria de Rik Nogueira, produtor do filme, é inspirado no filme. É uma autobiografia do personagem Tiago, contando tudo que se passou naquela viagem sob seu próprio ponto de vista.